# الملعب الوطني (بالاو)
الملعب الوطني هو ملعب متعدد الاستخدام يقع في كورور، ببالاو وويستضيف الملعب مباريات كرة القدم، ويتسع الملعب لـ 4.000 متفرج.